# WWF One Night Only
WWF One Night Only foi um evento pay-per-view (PPV) de wrestling profissional produzido pela World Wrestling Federation (WWF, atualmente WWE), transmitido exclusivamente no Canadá e no Reino Unido. O evento aconteceu em 20 de setembro de 1997, na NEC Arena, em Birmingham, Inglaterra. O evento contou com oito lutas, tendo dois eventos principais. No primeiro evento principal, The Undertaker desafiou Bret Hart pelo WWF Championship, no qual Hart reteve o título. No segundo evento principal, que encerrou o show, Shawn Michaels derrotou The British Bulldog para conquistar o WWF European Championship.

## Produção

### Conceito
Em 1997, a World Wrestling Federation (WWF, atualmente WWE) programou um pay-per-view no Reino Unido intitulado One Night Only. O evento aconteceu em 20 de setembro de 1997, na NEC Arena, em Birmingham, Inglaterra, sendo um evento único. Foi transmitido exclusivamente no Canadá e no Reino Unido.

### Rivalidades
O One Night Only consistiu em lutas de wrestling profissional envolvendo lutadores que faziam parte de rivalidades e histórias previamente estabelecidas, desenvolvidas no Monday Night Raw — principal programa televisivo da WWF. Os lutadores assumiam os papéis de heróis ou vilões enquanto seguiam uma sequência de acontecimentos que aumentavam a tensão, culminando em uma luta ou série de lutas no evento.
O evento contou com oito lutas, incluindo dois eventos principais. No primeiro deles, The Undertaker desafiou Bret Hart pelo WWF Championship, em uma revanche do SummerSlam do mês anterior, onde Undertaker havia perdido o título após uma interferência do árbitro convidado especial Shawn Michaels. Esta luta não foi incluída no pôster promocional do evento, o que gerou ressentimento em Hart, que atribuiu a omissão à política de bastidores de Shawn Michaels e Hunter Hearst Helmsley; ele afirmou que The Undertaker também ficou confuso com a exclusão. (A luta também foi inexplicavelmente removida do lançamento em VHS na América do Norte, mas incluída no VHS britânico e nas versões em DVD lançadas posteriormente em ambos os lados do Atlântico). Para encerrar o evento, Michaels desafiou The British Bulldog pelo WWF European Championship, como parte de sua rivalidade contínua com a Hart Foundation. O WWF Tag Team Championship também foi defendido no evento, com os membros dos Los Boricuas, Savio Vega e Miguel Pérez, Jr., desafiando os campeões The Headbangers.
O evento foi disponibilizado em pay-per-view no Canadá e na Europa, mas não nos Estados Unidos; a explicação dentro do enredo foi que o Campeão da WWF Bret Hart — que na época utilizava um personagem antiamericano — usou uma cláusula em seu contrato para impedir que o evento fosse transmitido ao vivo nos EUA. Posteriormente, o evento foi lançado em vídeo doméstico no país. Em contraste com seu status de vilão odiado nos Estados Unidos, Bret Hart recebeu em sua maioria aplausos do público britânico em Birmingham, embora seu oponente, The Undertaker, tenha sido ainda mais ovacionado. The British Bulldog recebeu os maiores aplausos da noite, enquanto seu oponente, Shawn Michaels, foi vaiado intensamente e recebeu forte rejeição, especialmente após zombar do público britânico depois do encerramento controverso do evento principal.

## Recepção
Fin Martin, da revista de wrestling profissional Power Slam, descreveu o One Night Only como “uma sensação”, acrescentando: “o card continua sendo a melhor apresentação técnica da WWF/WWE em solo britânico. Os fogos de artifício vieram nas três últimas lutas, todas soberbas.” Ele descreveu Bret Hart vs. The Undertaker como “um confronto épico (com mais de 28 minutos), que foi a última grande luta da carreira de ‘The Hitman’”, e creditou a Shawn Michaels “a atuação de vilão do ano”.
A WWF vendeu todos os 11.000 ingressos para o evento. Mesmo com disponibilidade restrita, o show gerou um índice de compras de 0,05, o que equivale a aproximadamente 20.000 aquisições.

## Resultados
| Nº                                          | Resultados | Estipulações                                   | Tempo |
| ------------------------------------------- | --- | ---------------------------------------------- | ----- |
| 1                                           | Hunter Hearst Helmsley (com Chyna) derrotou Dude Love                                                                                         | Luta individual                                | 12:51 |
| 2                                           | Tiger Ali Singh (com Tiger Jeet Singh) derrotou Leif Cassidy                                                                                  | Luta individual                                | 4:06  |
| 3                                           | The Headbangers (Mosh e Thrasher) (c) derrotaram Los Boricuas (Miguel Pérez Jr. e Savio Vega)                                                 | Luta de duplas pelo WWF Tag Team Championship  | 13:34 |
| 4                                           | The Patriot derrotou Flash Funk | Luta individual                                | 8:47  |
| 5                                           | The Legion of Doom (Animal e Hawk) derrotaram The Godwinns (Henry O. Godwinn e Phineas I. Godwinn)                                            | Luta de duplas                                 | 10:42 |
| 6                                           | Vader derrotou Owen Hart | Luta individual                                | 12:14 |
| 7                                           | Bret Hart (c) derrotou The Undertaker por desqualificação                                                                                     | Luta individual pelo WWF Championship          | 28:34 |
| 8                                           | Shawn Michaels (com Chyna, Hunter Hearst Helmsley, e Rick Rude) derrotou The British Bulldog (c) (com Diana Hart-Smith) por submissão técnica | Luta individual pelo WWF European Championship | 22:53 |
| (c) – Refere-se aos campeões antes da luta. | |                                                |       |